# Championnat d'Espagne de football 1956-1957
Navigation
Primera División 1955-56 Primera División 1957-58
Le championnat d'Espagne de football 1956-1957 est la 26e édition du championnat. La compétition est remportée par le Real Madrid. Organisé par la Fédération espagnole de football, le championnat se dispute du 9 septembre 1956 au 21 avril 1957.
Le club madrilène l'emporte avec cinq points d'avance sur le Séville CF et sur le troisième, le CF Barcelone. C'est le cinquième titre des « merengues » en championnat.
Le système de promotion/relégation est modifié : descente et montée automatique pour les deux derniers de division 1 et les deux premiers des deux groupes de deuxième division. En fin de saison, le Deportivo La Corogne et le CD Condal sont relégués en deuxième division. Ils sont remplacés la saison suivante par le Real Sporting de Gijón et le Grenade CF.
L'attaquant argentin Alfredo Di Stéfano, du Real Madrid, termine, pour la troisième fois, meilleur buteur du championnat avec 31 réalisations.

## Règlement de la compétition
Le championnat de Primera División est organisé par la Fédération espagnole de football, il se déroule du 9 septembre 1956 au 21 avril 1957.
Il se dispute en une poule unique de 16 équipes qui s'affrontent à deux reprises, une fois à domicile et une fois à l'extérieur. L'ordre des matchs est déterminé par un tirage au sort avant le début de la compétition.
Le classement final est établi en fonction des points gagnés par chaque équipe lors de chaque rencontre : deux points pour une victoire, un pour un match nul et aucun en cas de défaite. En cas d'égalité de points entre deux ou plusieurs de clubs en fin de championnat, le classement se fait à la différence de buts. L'équipe possédant le plus de points à la fin de la compétition est proclamée championne. En fin de saison, les deux derniers du championnat sont relégués en Segunda División et remplacés par les deux premiers de ce championnat.

## Équipes participantes
Cette saison de championnat se dispute à seize équipes. CD Condal dispute sa seule et unique saison en Primera División.
| \| A. Bilbao Atlético Madrid CF Barcelone CD Condal Celta Vigo Séville CF Real Madrid Espanyol Valence CF Real Sociedad D. La Corogne Real Valladolid UD Las Palmas CA Osasuna Real Jaén Real Saragosse \| Localisation des clubs engagés dans le championnat. |
| A. Bilbao Atlético Madrid CF Barcelone CD Condal Celta Vigo Séville CF Real Madrid Espanyol Valence CF Real Sociedad D. La Corogne Real Valladolid UD Las Palmas CA Osasuna Real Jaén Real Saragosse                                                           |

| Clubs                | Ville                      | Stade              | Capacité |
| -------------------- | -------------------------- | ------------------ | -------- |
| Atlético Bilbao      | Bilbao                     | San Mamés          | 40 400   |
| Atlético Madrid      | Madrid                     | Metropolitano      | 56 717   |
| CF Barcelone         | Barcelone                  | Las Corts          | 46 000   |
| CD Condal            | Barcelone                  | Las Corts          | 46 000   |
| Celta Vigo           | Vigo                       | Balaidos           | 15 850   |
| Deportivo La Corogne | La Corogne                 | Riazor             | 22 182   |
| Espanyol Barcelone   | Barcelone                  | Sarriá             | 30 000   |
| Real Jaén            | Jaén                       | La Victoria        | 9 040    |
| UD Las Palmas        | Las Palmas de Gran Canaria | Insular            | 12 000   |
| Real Madrid          | Madrid                     | Santiago-Bernabéu  | 90 123   |
| CA Osasuna           | Pampelune                  | San Juan           | 13 400   |
| Saragosse FC         | Saragosse                  | Torrero            | 20 888   |
| Real Sociedad        | Saint-Sébastien            | Atocha             | 21 650   |
| Séville CF           | Séville                    | Nervión            | 30 000   |
| Valence CF           | Valence                    | Mestalla           | 51 653   |
| Real Valladolid      | Valladolid                 | José Zorrilla (es) | 16 555   |

## Classement
| Rang | Équipe               | Pts | J  | G  | N | P  | Bp | Bc | Diff |
| ---- | -------------------- | --- | -- | -- | - | -- | -- | -- | ---- |
| 1    | Real Madrid          | 44  | 30 | 20 | 4 | 6  | 74 | 35 | +39  |
| 2    | Séville CF           | 39  | 30 | 17 | 5 | 8  | 64 | 49 | +15  |
| 3    | CF Barcelone C       | 39  | 30 | 16 | 7 | 7  | 70 | 37 | +33  |
| 4    | Atlético Bilbao T    | 37  | 30 | 15 | 7 | 8  | 59 | 45 | +14  |
| 5    | Atlético Madrid      | 34  | 30 | 15 | 4 | 11 | 65 | 45 | +20  |
| 6    | Osasuna Pampelune P  | 31  | 30 | 12 | 7 | 11 | 40 | 38 | +2   |
| 7    | Espanyol Barcelone   | 30  | 30 | 11 | 8 | 11 | 39 | 48 | -9   |
| 8    | Real Valladolid      | 28  | 30 | 11 | 6 | 13 | 52 | 58 | -6   |
| 9    | Real Saragosse P     | 28  | 30 | 11 | 6 | 13 | 37 | 51 | -14  |
| 10   | UD Las Palmas        | 27  | 30 | 9  | 9 | 12 | 41 | 58 | -17  |
| 11   | Valence CF           | 27  | 30 | 10 | 7 | 13 | 43 | 46 | -3   |
| 12   | Real Sociedad        | 26  | 30 | 9  | 8 | 13 | 39 | 47 | -8   |
| 13   | Celta Vigo           | 23  | 30 | 8  | 7 | 15 | 39 | 47 | -8   |
| 14   | Real Jaén P          | 23  | 30 | 9  | 5 | 16 | 37 | 55 | -18  |
| 15   | Deportivo La Corogne | 22  | 30 | 10 | 2 | 18 | 41 | 61 | -20  |
| 16   | CD Condal P          | 22  | 30 | 7  | 8 | 15 | 37 | 57 | -20  |

- Champion, qualification pour la Coupe des clubs champions 1957-1958 en tant que tenant du titre
- Qualification pour la Coupe des clubs champions 1957-1958 en tant que vice-champion
- Qualification pour la Coupe des villes de foires 1955-1958
- Relégation en Segunda División

## Bilan de la saison
| Championnat d'Espagne de football 1956-1957 |                        |
| Champion                                    | Real Madrid (5e titre) |
| Dauphin                                     | Séville CF             |
| Coupes et trophées                          |                        |
| Vainqueur de la Coupe d'Espagne 1956-1957   | CF Barcelone           |
| Promotions et relégations                   |                        |
| Promus en Primera División                  | Real Sporting de Gijón |
| Promus en Primera División                  | Grenade CF             |
| Relégués en Segunda División                | Deportivo La Corogne   |
| Relégués en Segunda División                | CD Condal              |